# Federico Mattiello
Federico Mattiello (ur. 14 lipca 1995 w Barga) – włoski piłkarz, grający na pozycji obrońcy lub pomocnika.

## Kariera piłkarska

### Kariera klubowa
Wychowanek klubów Valdottavo, Lucchese i Juventus, w barwach którego w listopadzie 2014 rozpoczął karierę piłkarską. Latem 2015 został wypożyczony do Chievo. Następnie w sezonie 2017/18 grał na zasadach wypożyczenia w SPAL. 30 stycznia 2018 podpisał kontrakt z Atalantą, ale potem został wypożyczony do klubów Bologna, Cagliari i Spezia.

### Kariera reprezentacyjna
W latach 2010–2015 występował w juniorskiej i młodzieżowej reprezentacjach Włoch.

## Sukcesy i odznaczenia

### Sukcesy klubowe
Juventus
- mistrz Włoch: 2016/17
- zdobywca Pucharu Włoch: 2016/17